# Nils Soneson
Nils Soneson, född 3 oktober 1889 i Bjuv, Malmöhus län, död i oktober 1965 på Sandhammaren, Kristianstads län, var en svensk målare och tecknare.
Han var son till lantbrukaren Nils Soneson och hans maka Cicilia. Soneson drev ursprungligen en affärsrörelse i Bjuv men övergick omkring 1920 till att bli konstnär. Han studerade konst under resor till Tyskland, Frankrike, Italien och Spanien. Han var under många år bosatt i Sandhammaren men flyttade i samband med sin pension till Spanien. Han debuterade i en utställning i Helsingborg 1922 och medverkade därefter i en rad av Helsingborgs konstförenings utställningar på Vikingsbergs konstmuseum samt utställningar arrangerade av Söderslätts konstförening. En minnesutställning med hans konst visades i Ystad 1966. Hans konst består av figurkompositioner, porträtt och landskapsmålningar med skånska motiv. Soneson är representerad vid Helsingborgs museum med oljemålningen Trädet från 1937 och någon teckning.      